# Плоцично (Мазовецьке воєводство)
Плоцично (пол. Płociczno) — село в Польщі, у гміні Любовідз Журомінського повіту Мазовецького воєводства.
Населення — 237 осіб (2011).
У 1975-1998 роках село належало до Цехановського воєводства.

## Демографія
Демографічна структура станом на 31 березня 2011 року:
|          | Загалом | Допрацездатний вік | Працездатний вік | Постпрацездатний вік |
| -------- | ------- | ------------------ | ---------------- | -------------------- |
| Чоловіки | 117     | 30                 | 75               | 12                   |
| Жінки    | 120     | 26                 | 65               | 29                   |
| Разом    | 237     | 56                 | 140              | 41                   |